# 19718 Albertjarvis
19718 Albertjarvis este un asteroid din centura principală de asteroizi.

## Descriere
19718 Albertjarvis este un asteroid din centura principală de asteroizi. A fost descoperit pe 5 noiembrie 1999 la Las Cruces de David S. Dixon. Asteroidul prezintă o orbită caracterizată de o semiaxă mare de 2,60 ua, o excentricitate de 0,13 și o înclinație de 14,7° în raport cu ecliptica.